# Eredivisie (vrouwenhandbal) 2009/10
De AfAB Eredivisie is de hoogste afdeling van het Nederlandse handbal bij de vrouwen op landelijk niveau. In het seizoen 2009/2010 werd T+A/VOC landskampioen. AAC 1899, BFC en Loreal degradeerden naar de Eerste divisie.

## Teams
| Club                   | Plaats     | Provincie     | Trainers           | Hal                |
| ---------------------- | ---------- | ------------- | ------------------ | ------------------ |
| AAC 1899               | Arnhem     | Gelderland    | Jan Majoor         | Rijkerswoerd       |
| BFC                    | Beek       | Limburg       | Frank Jacobs       | De Haamen          |
| Bizztravel/Dalfsen     | Dalfsen    | Overijssel    |                    | De Trefkoele       |
| Huyser/E&O             | Emmen      | Drenthe       | Joop Fiege         | Harwig Arena       |
| GOconnectIT/Fortissimo | Cothen     | Utrecht       |                    | De Rijnsloot       |
| HandbalAcademie        | Oosterbeek | Gelderland    | Monique Tijsterman | Elderveld (Arnhem) |
| Hellas                 | Den Haag   | Zuid-Holland  | Nico Stet          | Hellashal          |
| GIBO groep/Kwiek       | Raalte     | Overijssel    |                    | Valkenlaan         |
| Loreal                 | Venlo      | Limburg       | Guido Janssen      | Craneveld          |
| Venus/Nieuwegein       | Nieuwegein | Utrecht       |                    | Galecop            |
| Quintus                | Kwintsheul | Zuid-Holland  |                    | Van der Voorthal   |
| Kiddy World/SEW        | Nibbixwoud | Noord-Holland | Erik van der Wel   | De Bloesem         |
| T+A/VOC                | Amsterdam  | Noord-Holland | Rolf Schulte       | Elzenhagen         |

## Reguliere competitie
| Pos | Club                   | Wed | W  | G | V  | Ptn | DV  | DT  | +/−  | Opmerking                              |
| --- | ---------------------- | --- | -- | - | -- | --- | --- | --- | ---- | -------------------------------------- |
| 1   | T+A/VOC                | 24  | 21 | 2 | 1  | 44  | 835 | 584 | +251 | Gekwalificeerd voor kampioenspoule     |
| 2   | Bizztravel/Dalfsen     | 24  | 18 | 1 | 5  | 37  | 726 | 604 | +122 | Gekwalificeerd voor kampioenspoule     |
| 3   | Hellas                 | 24  | 16 | 4 | 4  | 36  | 801 | 618 | +183 | Gekwalificeerd voor kampioenspoule     |
| 4   | HandbalAcademie        | 24  | 17 | 2 | 5  | 36  | 861 | 705 | +156 | Gekwalificeerd voor kampioenspoule     |
| 5   | Huyser/E&O             | 24  | 18 | 0 | 6  | 36  | 720 | 619 | +101 | Gekwalificeerd voor kampioenspoule     |
| 6   | Kiddy World/SEW        | 24  | 14 | 0 | 10 | 28  | 724 | 638 | +86  | Gekwalificeerd voor kampioenspoule     |
| 7   | Quintus                | 24  | 13 | 0 | 11 | 26  | 732 | 714 | +18  | Gekwalificeerd voor kampioenspoule     |
| 8   | GIBO groep/Kwiek       | 24  | 9  | 1 | 14 | 19  | 657 | 738 | −81  | Gekwalificeerd voor kampioenspoule     |
| 9   | Venus/Nieuwegein       | 24  | 8  | 0 | 16 | 16  | 644 | 762 | −118 | Gekwalificeerd voor degradatiepoule    |
| 10  | GOconnectIT/Fortissimo | 24  | 12 | 1 | 11 | 14  | 529 | 627 | −98  | Gekwalificeerd voor degradatiepoule    |
| 11  | BFC                    | 24  | 5  | 1 | 18 | 11  | 660 | 819 | −159 | Gekwalificeerd voor degradatiepoule    |
| 12  | AAC 1899               | 24  | 3  | 1 | 20 | 7   | 651 | 837 | −186 | Gekwalificeerd voor degradatiepoule    |
| 13  | Loreal                 | 24  | 1  | 0 | 23 | 2   | 561 | 836 | −275 | Directe degradatie naar Eerste divisie |

## Nacompetitie

### Degradatiepoule
| Pos | Club                   | Wed | Ptn | Opmerking                                                     |
| --- | ---------------------- | --- | --- | ------------------------------------------------------------- |
| 1   | GOconnectIT/Fortissimo | 6   | 11  |                                                               |
| 2   | Venus/Nieuwegein       | 6   | 10  |                                                               |
| 3   | AAC 1899               | 6   | 7   |                                                               |
| 4   | BFC                    | 6   | 6   | Best of two tegen winnaar periodekampioenschap Eerste divisie |

#### Best of Two
- Eurotech/Bevo HC winnaar van de nacompetitie

| 15 mei 2010 | Eurotech/Bevo HC | 31 − 19 | BFC |

| 19 mei 2010 | BFC | 33 − 27 | Eurotech/Bevo HC |

- BFC degradeert naar de eerste divisie, Eurotech/Bevo HC promoveert naar de eredivisie.

### Kampioenspoule

#### 1e ronde

##### Kampioensgroep A
| Pos | Club             | Wed | W | G | V | Ptn | DV  | DT  | +/− | BP | Opmerking                        |
| --- | ---------------- | --- | - | - | - | --- | --- | --- | --- | -- | -------------------------------- |
| 1   | T+A/VOC          | 6   | 5 | 1 | 0 | 15  | 229 | 177 | +52 | 4  | Geplaatst voor 2e ronde Play-Off |
| 2   | Huyser/E&O       | 6   | 3 | 1 | 2 | 9   | 190 | 176 | +14 | 2  | Geplaatst voor 2e ronde Play-Off |
| 3   | HandbalAcademie  | 6   | 3 | 0 | 3 | 9   | 201 | 200 | +1  | 3  |                                  |
| 4   | GIBO groep/Kwiek | 6   | 0 | 0 | 6 | 1   | 68  | 235 | −67 | 1  |                                  |

##### Kampioensgroep B
| Pos | Club                  | Wed | W | G | V | Ptn | DV  | DT  | +/− | BP | Opmerking                        |
| --- | --------------------- | --- | - | - | - | --- | --- | --- | --- | -- | -------------------------------- |
| 1   | Hellas                | 6   | 5 | 0 | 1 | 14  | 161 | 146 | +15 | 3  | Geplaatst voor 2e ronde Play-Off |
| 2   | Bizztravel/Dalfsen    | 6   | 3 | 1 | 2 | 11  | 150 | 141 | +9  | 4  | Geplaatst voor 2e ronde Play-Off |
| 3   | Kiddy World/SEW       | 6   | 3 | 0 | 3 | 8   | 165 | 142 | +23 | 2  |                                  |
| 4   | Van der Voort Quintus | 6   | 0 | 1 | 6 | 2   | 133 | 180 | −47 | 1  |                                  |

#### 2e ronde
| 15 mei 2010 | Bizztravel/Dalfsen | 25 − 32 | T+A/VOC |

| 15 mei 2010 | T+A/VOC | 36 − 31 | Bizztravel/Dalfsen |

| 16 mei 2010 | Huyser/E&O | 25 − 22 | Hellas |

| 15 mei 2010 | Hellas | 29 − 23 | Huyser/E&O |

## Best of Three
| 12 juni 2010 | T+A/VOC | 25 − 24 | Hellas | Elzenhagen, Amsterdam |
| 12 juni 2010 |         |         |        | Elzenhagen, Amsterdam |
| 12 juni 2010 |         |         |        | Elzenhagen, Amsterdam |

| 19 juni 2010 | Hellas | 22 − 33 | T+A/VOC | Hellashal, Den Haag |
| 19 juni 2010 |        |         |         | Hellashal, Den Haag |
| 19 juni 2010 |        |         |         | Hellashal, Den Haag |

| 26 juni 2010 | T+A/VOC | v | Hellas | Elzenhagen, Amsterdam |
| 26 juni 2010 |         |   |        | Elzenhagen, Amsterdam |
| 26 juni 2010 |         |   |        | Elzenhagen, Amsterdam |

## Beste handbalsters van het jaar
In de verkiezing handballer en handbalster van het jaar werden de volgende prijzen verdeeld:
| Categorie           | Winnaar                   | Club               |
| ------------------- | ------------------------- | ------------------ |
| Keepster            | Larissa van Dorst         | Hellas             |
| Linkeropbouwster    | Lois Abbingh              | Huyser/E&O         |
| Rechteropbouwster   | Laura van der Heijden     | T+A/VOC            |
| Middenopbouwster    | Estavana Polman           | AAC 1899           |
| Linkerhoek          | Martine Smeets            | Bizztravel/Dalfsen |
| Rechterhoek         | Thorey Rosa Stefansdottir | Huyser/E&O         |
| Cirkel              | Danick Snelder            | Hellas             |
| Trainer             | Joop Fiege                | Huyser/E&O         |
| Talent van het jaar | Lois Abbingh              | Huyser/E&O         |